# Orchis
Orchis és un gènere amb una vintena d'espècies i nombroses notoespècies d'orquídies pertanyents a la subfamília Orchidoideae. Es distribueixen des d'Europa fins a la Xina. Algunes de les espècies incloses en aquest gènere són l'orquídia de prat, l'abellera banyuda, Orchis mascula, O. militaris, O. provincialis o O. ustulata. Són d'hàbit terrestre i presenten tubercles. Aquestes orquídies reben el nom del grec όρχις "orchis", que significa 'testicle', per l'aparença dels tubercles subterranis en algunes espècies terrestres. La paraula "orchis", la va usar per primera vegada Teofrast (371/372 - 287/286 aC) en el seu llibre De historia plantarum (La història natural de les plantes). Va ser deixeble d'Aristòtil i és considerat el pare de la botànica i de l'ecologia.

## Morfologia
Són plantes perennes i herbàcies. Presenten de 2 a 4 tubercles, globosos o el·lipsoïdals. Les tiges són erectes, simples, cilíndriques, llises, verdes i glabres. Les fulles són nombroses, n'hi ha tant de caulinars com de basals, de forma lanceolada a el·líptica, alternes, i de marge sencer, plegades, de vegades amb taques. La inflorescència és una espiga terminal, multiflora, densa, amb l'eix recte, cilíndrica, erecta, amb bràctees no embeinadores, generalment membranàcies, acolorides. Les flors són resupinades, suberectes, sèssils. Els sèpals laterals són patents, el central i els pètals laterals connivents en gàlea, o tots connivents en gàlea, subiguals, lliures o soldats a la base. Els estigmes són més o menys arrodonits. El rostel té tres lòbuls, l'antera és terminal i fixa a la columna. Els pol·linis són dos, amb caudícules. Els retinacles també són dos, protegits per una bursícula bilobada. El pol·len es disposa en tètrades. El fruit és una càpsula, erecta, oblonga. Les llavors són planes, reticulades, amb les malles allargades solament a la zona mitjana.

## Usos medicinals
La farina dels tubercles, anomenada salep, és molt nutritiva i demulcent. S'usa en dietes especials de convalescents i nens. És molt rica en mucílag i forma una demulcent i suau gelatina que s'usa per al canal gastrointestinal irritat. Una part de farina amb cinquanta parts d'aigua són suficients per a formar la gelatina. El tubercle per preparar la farina ha de ser recol·lectat quan la planta està recentment assecada després de la floració i quan ha deixat anar les llavors.